# إنكار الإبادة الجماعية للأرمن

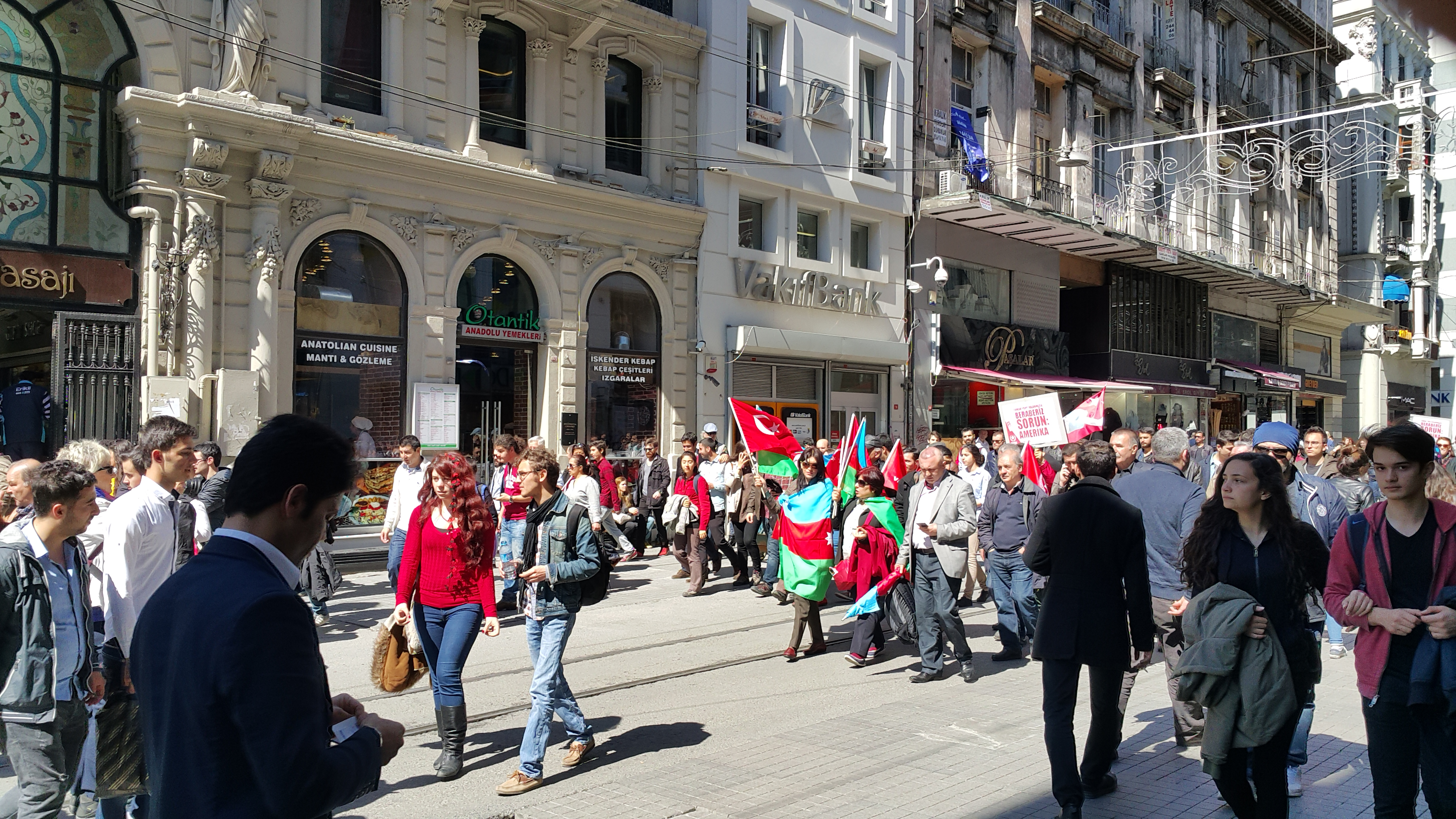
متظاهرين آذريين وأتراك في مظاهرة تنكر الإبادة الجماعية للأرمن في إسطنبول.

إنكار الإبادة الجماعية للأرمن هو مراجعة تاريخية على غرار إنكار محرقة اليهود، تقول بأن الإبادة الجماعية للأرمن لم تحدث فعلاً بالأسلوب أو الحجم الذي يتم الإشارة إليه حالياً من قبل الدارسين والعلماء. إنكار الإبادة الجماعية للأرمن قد تكون محرمة أو محظورة في بعض البلدان. ومن المعترف به على نطاق واسع قبل علماء الإبادة الجماعية أن الإبادة الجماعية للأرمن واحدة من أوئل الإبادات الجماعية الحديثة والمنهجية، فيما تشير العديد من المصادر إلى الحجم الهائل لعدد القتلى الأرمن كدليل بأنه كان هناك خطة منهجية ومنظمة من قِبل الدولة العثمانية للقضاء على الأرمن.
من المعترف به على نطاق واسع أن مذابح الأرمن تًعتبر من جرائم الإبادة الجماعية الأولى في التاريخ الحديث،:177 والباحثون يشيرون بذلك إلى الطريقة المنهجية المنظمة التي نفذت من عمليات قتل هدفها القضاء على الأرمن، وتعتبر مذبحة الأرمن ثاني أكبر قضية عن المذابح بعد الإبادة النازية لليهود. وكلمة الإبادة الجماعية قد صيغت من أجل وصف هذه الأحداث.
وعلى الرغم من ذلك فإن حكومات تركيا وأذربيجان تنكر أن السلطات العثمانية حاولت إبادة الشعب الأرمني. وتقر الحكومة التركية أنه خلال الحرب العالمية الأولى مقتل العديد من الأرمن، ولكنها تقول أن أعداد من الأتراك المسلمين قتلوا أيضًا، وتدعي ان عدد الضحايا الأرمن قد تضخم، وأن المجازر التي ارتكبها كلا الجانبين كانت نتيجة العنف العرقي وصراع أوسع نطاقًا وهو الحرب العالمية الأولى.
يذكر أن الحكومة التركية اعترفت في المذابح الأرمنية بين السنوات 1919-1920 حيث عقدت الأحكام التي نفذتها المحاكم العسكرية التركية بين السنوات 1919-1920 بحق القادة العثمانيين المشاركين في المذابح؛ واعترفت الدولة العثمانية سنة 1919  في الإبادة الجماعية للأرمن (المعروفة آنذاك باسم «جرائم حرب»)، وحكم على الجناة حتى الموت. ومع ذلك، في عام 1921، خلال انبعاث الحركة الوطنية التركية، أعطي العفو عن الذين تثبت إدانتهم. بعد ذلك، فإن الحكومات التركية المتعاقبة، بقيادة مصطفى كمال أتاتورك، اعتمدت سياسة إنكار المذابح. ومع اعتماد سياسة الإنكار اعتمدت المصادر والرواية التركية إنكار وجود مذابح بحق الأرمن وأن سبب وفاة الأرمن كان ظروف الحرب والتهجير.
ويحظر إنكار الإبادة الجماعية للأرمن رسميًا في فرنسا، إيطاليا، سويسرا، اليونان، قبرص وسلوفاكيا. في 24 أبريل 2021، اعترف الرئيس الأمريكي جو بايدن رسمياً بمذبحة الأرمن على أنها إبادة جماعية للأرمن.

## الجذور
يمكن إرجاع الإنكار التركي للإبادة الجماعية إلى عام 1915، حين ردت الإمبراطورية العثمانية على برقية من الحلفاء يعبرون فيها عن معارضتهم لمذابح الأرمن ويتوعّدون بتحقيق العدالة ضد الجناة؛ جاء في الرد:
1. إنكار حدوث مجازر الأرمن
2. ادعاء تواطؤ الأرمن مع العدو
3. زعم وجود مذابح للمسلمين على يد الأرمن
4. توجيه اتهامات مضادة على جرائم حرب ارتكبها الحلفاء

استُخدمت كل هذه العناصر في الإنكار اللاحق للإبادة الجماعية من قِبل تركيا.
من خلال مرسومٍ أصدرته الحكومة العثمانية، مُنع الأجانب من التقاط صور اللاجئين الأرمن أو الجثث المتراكمة على جوانب الطرق حيث أُجريت مُسر الموت. هُدد من لم يمتثل بقرارات المنع بالاعتقال. بعد هدنة 1918، دُمرت وثائق مُجرّمة في الأرشيف العثماني بشكل منهجي. لكن، هذا الإتلاف لم يكن كاملًا ووفقًا للمؤرخ التركي تانير أكتشام، لا يزال هناك دليل كاف في الأرشيف لإثبات الإبادة الجماعية.

## الدخول إلى الأرشيف
أشار هيذر راي إلى حرمان الباحثين لوقت طويل من الوصول إلى الأرشيف العثماني، الذي غالبًا ما تشير إليه المصادر التركية في أعمالها. في أواخر ثمانينيات القرن العشرين سمحت الحكومة التركية بالوصول إلى بعض المحفوظات، لكن، تبين أن المعلومات كانت محدودة واتخذت الحكومة نهجًا انتقائيًا تجاه من يُسمح له بدراسة المعلومات المحفوظة. كتب المؤرخ تانير أكتشام أيضًا حول «الاختيار الحذر» لمحفوظات الأرشيف العثماني. «في حين أننا نفتقد جزءًا كبيرًا من هذه الأوراق، إلا أنه ما يبقى في الأرشيف العثماني وفي سجلات المحكمة كاف لإظهار محاولة اللجنة المركزية لجمعية الاتحاد والترقي - والتي أسست المنظمة الخاصة لتنفيذ خطتها - تدمير الشعب الأرمني عن عمد».

## أسباب
يعطي الباحثون أسباب عديدة لإنكار الحكومة التركية من بينها صون الهوية القومية، ووجود مخاوف إقليمية (تُدعى «متلازمة سيفر»). وفقًا لألكسيس ديمردجيان.
لربما أفضل ما يشرح موقف تركيا هو رواية السياسيين في أعقاب الحرب، والتي تُمثل فيها تركيا دور ضحية التاريخ، الخاسرة في الحرب العالمية الأولى، المهزومة والمهانة. قبول أن تركيا كانت مسؤولة عن المذابح وعمليات الترحيل هو قبول الرواية التي فيها تركيا – بدمجها مع سلطات الإمبراطورية العثمانية السياسية والعسكرية بسبب الاستمرارية المتصورة للدولة التركية – لا تكون ضحية، بل جانية.

تناولت مقالة من دورية دير شبيغل هذا المفهوم التركي العصري للتاريخ، كالتالي:
«هل ستعترف بجرائم أجدادك، إن لم تحدث هذه الجرائم حقًا؟» سأل السفير أويمن. لكن المشكلة تكمن في هذا السؤال بالتحديد، يقول هرانت دينك، ناشر ورئيس تحرير دورية أغوس الأرمنية التي تُنشر في إسطنبول. لم تفصل نخبة تركيا البيروقراطية نفسها مطلقًا عن التقليد العثماني – في الجناة، يرون آباءهم، ويسعون للدفاع عن شرف هؤلاء الآباء. يغرس هذا التقليد الشعور بالهوية عند القوميين الأتراك – من اليمين واليسار على حد سواء، وينتقل من جيل إلى جيل من خلال النظام التعليمي. يتطلب هذا التقليد أيضًا، لتعريف نفسه، نقيضًا يستند إليه. منذ زمن الإمبراطورية العثمانية، دُفعت الأقليات الدينية إلى هذا الدور.
ثمة سبب آخر وهو طلب التعويضات. أصبحت مجموعات الشتات الأرمنية في السنوات الأخيرة تركز أكثر على التعويضات المالية. أطلقت مجموعة دراسات تعويضات الإبادة الجماعية للأرمن، دراسة مُولت جزئيًا من قِبل المنظمات المناصرة للأرمن، تتضمن مقترحات مختلفة حول كيفية تقدير حزمة تعويضات معقولة. قال الباحث في شؤون الإبادة هنري سي. تيريولت الذي ترأس الهيئة أن طلب التعويضات هو «بالتأكيد، أمر أساسي للغاية». يتمثل موقف الحكومة التركية بأن تلك التعويضات لا ينبغي أن تُسدد ثمنًا لأحداث 1915. قال مؤرخو حقوق الإنسان أن اعتراف تركيا سيقوض أي دفاع قانوني يمكن أن تقدمه أمام مطالب تعويض مستقبلية.
يقول تانير أكتشام: «يُسمع الجدال التالي بشكل شائع في الخطاب التركي: «إذا قبلنا الإبادة الجماعية، سيتبعها إذًا مطالبة بتعويضات مستقبلية». يظهر أن الخوف الأساسي هو ليس حول تسمية الحدث، بل حول ما يأتي بعد الحدث». وفقًا لفاطمة موغيه غوجيك، رأى العديد من الصحفيين الأتراك قضية الاعتراف بأنها «فرض على الدولة التركية والمجتمع، فرضٌ ينتفع منه الأرمن فحسب». كتب أحد الصحفيين الأتراك في إحدى المقالات «بمجرد أن تعترف، سترى ما سيحدث بعدها؟ من مطالب بتعويضات إلى أرض....».

## مزاعم
وفقًا لألكسيس ديمردجيان، تقدم الحكومة التركية «دفاع متنقل» على تهمة الإبادة الجماعية الموجهة إليها، مع تطور الدراسات الأكاديمية وكشف حقائق أكثر. مع استمرار الإنكار، فقد «تطورت كثافة حملة الإنكار ونمط «الدفاعات» بمرور الوقت، يشبه ذلك ما هو مُتوقع من مدعى عليه في المحكمة حين يواجه دليلًا على ذنبٍ فادح يصعب دحضه».

### لوم متبادل
هناك هدف إنكاري آخر ينقل اللوم على الأرمن، وهو ادعاء أنهم حرّضوا تعرضهم للاضطهاد. تتمسك السلطات التركية بالموقف القائل بأن القتلى الذين تكبدهم الأرمن هم نتيجة فوضى الحرب العالمية الأولى وأن الإمبراطورية العثمانية كانت تحارب روسيا ووحدات التطوع الأرمنية والميليشيا الأرمنية. وفقًا لمكارثي، كانت الإبادة الجماعية معركة ذات جانبين: «عندما تقدم الأرمن منتصرين تحت حماية الجيش الروسي، تكرر المشهد ذاته عام 1915، لكن هذه المرة جرت مساعدة الأتراك الذين هاجمهم الأرمن، من قِبل روسيا ولربما بأمرٍ وتوجيهٍ منها». على أي حال، لم يمتلك الأرمن قوات شرطة أو جيش.

### موازنة خاطئة
وفقًا لبعض ناكري الإبادة فإن عدد الأرمن الذين قُتلوا كان 300,000 شخص فقط، نصف أدنى تقدير سائد. يُزعم أن الأرمن قد قُتلوا في المعارك، نتيجةً للحرب الأهلية، وأن العديد من الأتراك قُتلوا أيضًا على أيدي الميليشيا الأرمنية.

### عدم تعمّد الإبادة الجماعية
في الوقت الحاضر، نظرًا إلى الإجراءات المُمارسة بموجب قانون التهجير الذي أُصدر في مايو 1915، ترفض الجمهورية التركية استخدام كلمتي «ترحيل» و«لاجئ». تستخدم تركيا بدلًا عن ذلك كلمتي «إعادة توطين» و«مهاجر»، على الترتيب. تزعم تركيا في كتاب آراء مضادة لمزاعم الإبادة الجماعية المدعوم من قِبل الدولة أن كل المناطق المخصصة لإعادة التوطين كانت ضمن حدود الإمبراطورية العثمانية، وأن الإمبراطورية العثمانية اعترفت بهؤلاء «المهاجرين» على أنهم مواطنيها واتخذت إجراءات مكثفة لتسجيل نوع وحجم وقيمة ممتلكاتهم، بالإضافة إلى أسماء المالكين والمكان الذي أُرسلوا إليه.
تؤكد السلطات التركية بأن الإمبراطورية العثمانية لم تمارس سيطرة كافية على أراضيها لمنع حدوث مذابح الأرمن. يرى برنارد لويس أن ما يسميه «المذابح الجسيمة» لم تكن «قرارًا مُسبقًا اتخذته الحكومة العثمانية عن عمد».

### الضرورة العسكرية
هناك زعم آخر يقول بأن الترحيلات كانت مبررة وفقًا لمبدأ الضرورة العسكرية. وفقًا لقانون الحرب، «تحدث الجريمة إذا كان هناك اعتداء مقصود على المدنيين». قال القنصل الألماني ماكس إروين فون شوبنر-ريختر أنه «لا يمكن تبرير الإجراءات بناءً على مسوغات عسكرية، لأنه لا يوجد سبب لوقوع ثورة من قِبل الأرمن المحليين، والمُرحلون هم رجال مسنون ونساء وأطفال».
وفقًا للمؤرخ هيلمار كيسر، لم تكن عمليات الترحيل الأرمنية نتيجة ثورة أرمنية. على العكس، رُحل الأرمن حين لم يكن هناك خطر تدخل خارجي. ولذلك، غالبًا ما ذُبح الأرمن قرب الخطوط الأمامية على الفور ولم يُرحلوا. لم تكن عمليات الترحيل إجراءً أمنيًا ضد الثورات لكنها اعتمدت على غيابها.

### المحاكم العسكرية التركية لعام 1919 – 1920
حوكم بعض الجناة من خلال المحاكم العسكرية التركية لعام 1919 – 1920. أرست الأدلة المُجمعة من أجل المحاكمات المسؤولية على الحكومة العثمانية بأعلى المستويات. رغم أن الرافضين استبعدوا هذا الدليل بحجة أن المحاكمات أُجريت بضغط من الحلفاء، إلا أنه لا يوجد مؤشر على أن أي من الأدلة كان مزورًا أو أن الشهود قد شهدوا زورًا.

### برقيات طلعت باشا
تقدم برقيات طلعت باشا دليلًا راسخًا على أن الإبادة الجماعية للأرمن نُفذت بكونها سياسة انتهجتها الدولة. في أحد البرقيات، أمر باشا «بقتل كل رجل وامرأة وطفل أرمني دون اكتراث». نُشرت البرقيات في الأصل عام 1919 بكونها جزء من كتاب مذكرات نعيم بك.
يجادل شيناسي أوريل وثريا يوجا في كتابهما «برقيات» طلعت باشا: حقيقة تاريخية أم خيال أرمني؟ بأن نعيم بك شخصٌ ليس له وجود، وأن مذكراته والبرقيات عبارة عن تزييف من قِبل الصحفي الأرمني آرام أندونيان. وفقًا لأكتشام، كان زعمهما «أحد أهم الأركان الأساسية في إنكار أحداث عام 1915» و«أصبح الكتاب أحد أهم أدوات خطاب الكراهية المعادي للأرمن». نظرًا لصعوبة إثبات صحة الوثائق، تجنب العديد من الباحثين الإشارة إليهم. في عام 2018، نشر أكتشام كتاب، أوامر القتل، فضح فيه جدالات أوريل ويوجا بالإضافة إلى تأكيد المعلومات الموجودة في البرقيات. قال أكتشام أنه، إذا كانت البرقيات مزورة فعلًا، فإنه يمكن للحكومة التركية إثبات ذلك بسهولة من خلال نشر مفاتيح التشفير.